# 田旗浩一
田旗 浩一（たばた こういち、1955年12月21日 - ）は、日本の映像作家。明治学院大学卒業。

## 概要
1980年代から映像制作にコンピュータを活用し、企画・構成・脚本・演出・編集をコンポジション作成の観点から一貫したワークフローで、少人数でデジタル映像作品を作り続けている。
なお、1981年ごろ、荒戸源次郎主宰のシネマ・プラセットに参加し、『陽炎座』の宣伝活動や、鈴木清順監督のマネージメントにあたったことがある。
1990年当初から映像のノンリニア化を進め、After Effectsなどをメインにしたモーション・グラフィクス、タイトル・デザイン、VisualEffects 合成を多用した緻密で華やかな映像を得意とする。展示会・イベントやテレビ番組、ビデオクリップなどの映像・演出に関わり、現在では、WebやDVD、ハイビジョン映像なども手がけている。
2000年には日本経済新聞社の主催で行われた21世紀夢の技術展（ゆめテク）の会場映像総合演出およびCM制作・演出、2005年には愛知万博・国連館のビデオアートシアターの演出を務めた。

## 作家履歴
- 1986年 ハイテクノロジー・アート展入選
- 1986年 イタリア・カメリアーノ芸術祭出品
- 1986年 西ドイツ・ボン・ビデオナーレ86
- 1987年 インフェルメンタル・バンクーバー編収録
- 1987年 オーストラリア・ビデオフェスティバル出品|
- 1987年 展覧会"VIDEO FUTURE or not!?" （O美術館）
- 1987年 サンフランシスコ・アートコム "VISION FROM THE EAST"出品
- 1988年 スウェーデン近代美術館「スウェーデンと日本の映像展」出品
- 1988年 ふくい国際ビデオ・ビエンナーレ出品
- 1988年 SCAN '88 入選
- 1988年 インフェルメンタル・東京版 収録
- 1988年 コロンビア・メデシン国際ビデオフェス出品
- 1988年 展覧会「VIDEO FUTURE or not!? vol.2」(ヒビノ・ショウルーム)
- 1988年 オランダ・ワールドワイド・ビデオフェス'88 出品
- 1998年 西ドイツ・ボン・ビデオナーレ
- 1988年 東京ビデオフェスティバル特選
- 1988年 LA アメリカン・フィルム・インスティチュート・ビデオフェス出品
- 1988年 オランダ・アムステルダム FISEA 出品
- 1989年 NHK「メディア・アート・ミュージアム」出品
- 1989年 ARTEC'89 「未来芸術展」(名古屋科学館)出品
- 1989年 富山県近代美術館「映像の今日展」出品
- 1989年 ベルギー・ユーロパリア'89 出品
- 1990年 ベルリン・ビデオ・フェスティバル出品
- 1990年 フランス・モンベリアール・ビデオフェス出品
- 1990年 ハラアニュアル 原美術館
- 1990年 クアラルンプール・インターナショナル・ビデオアート・フェスティバル出品
- 1991年 オーストラリア・ビデオフェスティバル出品
- 1992年 スペースシャワーTV「アートパラダイス」演出
- 1993年 WOWOW 「ZOO TV featuring U2」演出
- 1994年 NICAF TVアートチャンネル出品
- 2006年 川崎市市民ミュージアム「SCANコレクション特集上映」Tokyo Pictures
- 2007年 LA ゲッティ・センター

また、上記の他には『Radical Communication: Japanese Video Art 1968-1988』などを手がけている。

## 仕事歴
博覧会・展示会・イベント映像
- 1989年 世界デザイン博　ファイナルイベント映像演出（やまもと寛斉総合演出）
- 1990年 MS SOCIO TECH PLAZA 5面マルチシアター（AVA博展映像部門　常設展示賞）
- 1990年 東京ビジネスショー　キヤノン販売、マルチ映像演出
- 1991年 東京ビジネスショー　RICOH マルチ映像演出
- 1991年 オーディオ・ショー　三菱電機　マルチ映像演出
- 1992年 RICOHイメージメッセ　オープニングマルチ映像
- 1993年 キヤノンビジネスショー　オープニング＆アテンションジングル、マルチ映像
- 1996年 電通テック　設立オープニング映像　演出
- 1996年 美保関隕石博物館　展示映像「宇宙ってなに？」制作・演出
- 1997年 エレショー　三菱電機　メイン映像　制作・演出
- 1997年 セキスイ神奈川ショールーム　3面映像　制作・演出
- 1997年 モーターショー　三菱電機　メイン映像　制作・演出
- 1997年 SAショー　TECメインシアター　映像制作・演出 1998 東京ガス　環境エネルギー館展示映像　演出
- 1998年 松下電気　HII ショールーム映像　制作・演出
- 1998年 SAショー　TECメインシアター　映像制作・演出
- 1999年 SAショー　TECメインシアター　映像制作・演出
- 1999年 セキスイ群馬ショールーム　マジックビジョン映像　制作・演出
- 1999年 ヴァージン・ドメスティックコンファレンス　映像演出
- 2000年 RTJ2000 TECメインシアター　制作演出
- 2000年 21世紀夢の技術展（ゆめテク）会場映像総合演出
- 2000年 CEATECH 2000 パイオニアメインステージ映像演出
- 2000年 オラクル・オープン・ワールド　メインステージ映像演出
- 2001年 NTT DoCoMo Life Style Garden 制作演出
- 2001年 RTJ2001 TECメインシアター　制作演出
- 2003年 明電舎　メンテナンス・テクノショー　システムコントロールフェア2003　演出
- 2004年 リコー　環境大会ビデオ 演出
- 2005年 愛知万博　国連館　Video Art Gallery 構成・演出

テレビ番組
- 1993年 フジテレビ「90日間トテナム・パブ」編集
- 2007年 NHK「知るを楽しむ　澁澤龍彦・眼の宇宙」構成・演出
- 2010年 NHK BS「K-POP青春グラフィティ〜大ブームの仕掛け人〜」編集

企業PRビデオ
- ニッスイ　企業PRビデオ　映像演出
- TOTO ニューファミリー　映像制作・演出　キャノン　フェニックスプロ　映像演出
- TOTO NEWウォシュレット　映像制作・演出
- TOTO 「気になる節水の話」映像制作・演出
- JVC TV販促用DVD映像　制作・演出
- タイタス　PRビデオ　映像演出　など

番組タイトル・CGアニメーション
- NHK “すくすくネットワーク” オープニングタイトル
- NHK放送大学　オープニングタイトル
- WOWOW "trfスペシャル"CGロゴ
- PerfecTV「ゆまにて」オープニングタイトル
- PerfecTV 「地球の声特集」オープニングタイトル
- DirecTV、M-BROS GALAXY 制作・演出
- DirecTV、「BEAT CLUB」タイトル＆ジングル制作
- Home Channel ジングル制作・演出　など

ビデオクリップ
- ピチカート・ファイヴ『オードリィ・ヘプバーン・コンプレックス』映像演出
- 白浜久（ARB）『OUT OF TIME』映像演出
- RA『Neo Runessance』映像演出
- ちわきまゆみ販売用ビデオ『Look at Me!』映像演出
- 佐藤博"HEART TO YOU"(東芝EMI) 映像演出 など

DVD演出
- 『Chie Art Healing Visual』制作・演出
- 『大山麻里作品集　光と映像で紡ぐ物語』構成・演出
- 『Warner Studio Park メモリアルDVD』構成・演出

CM
- Trans Continents '94 CM 映像演出
- 『21世紀夢の技術展（ゆめテク）』3シリーズCM制作・演出